# Dirphia orasia
Dirphia orasia är en fjärilsart som beskrevs av Pieter Cramer 1780. Dirphia orasia ingår i släktet Dirphia och familjen påfågelsspinnare. Inga underarter finns listade i Catalogue of Life.